# Ács Andrea
Ács Ándrea (Siófok, 1979. január 25. –) magyar politikus, önkormányzati képviselő (Budapest X. kerülete), 2024-től az Magyar Szocialista Párt pártigazgatója.

## Életpályája
A siófoki Perczel Mór Gimnáziumban érettségizett. Ezt követően 2003-ban politológus diplomát szerzett az ELTE Állam– és Jogtudományi Karán. 2002-ben lépett be az MSZP-be. 2018 és 2020 között az MSZP Budapest X. Kerületi Szervezetének alelnöke, 2020 és 2024. október 24. között ügyvezető alelnöke, kongresszusi küldött.  2012 és 2024 között a Budapesti Etikai és Egyeztető Bizottság tagja volt.
2019-ben Budapest X. kerületében Gyárdűlőn  önkormányzati képviselővé választották,  A kerületi önkormányzatban a Közjóléti, a Közrend-és Állatvédelmi Bizottság, majd a Gazdasági Bizottság  tagjának választották meg. 2022. május 30-tól a Költségvetési Bizottság elnöke volt. 2024-ben újraválasztották további 5 évre. Azóta a Kerületfejlesztési és Városfejlesztési Bizottság elnöke és a Gazdasági és Pénzügyi Bizottság tagja.
2024 október 24-től, Molnár Zsolt lemondása után, ő lett az MSZP pártigazgatója.